# Jeszte
Jeszte (szlovákul: Jestice) község Szlovákiában, a Besztercebányai kerületben, a Rimaszombati járásban.

## Fekvése
Rimaszombattól 22 km-re, délre található.

## Története
A falu valószínűleg már a 11. században keletkezett. Egykori vára a községtől délre emelkedő Várhegyen állt. Már az Árpád-korban elpusztult, mára nyoma sem maradt. A falu első írásos említése 1333-ban "Jezthe" alakban történik. A 14. század elején Zách Feliciáné, majd a Méhy családé. 1427-ben "Lesthe" alakban szerepel az összeírásokban, a Lórántffy család tulajdonában. Később az egri káptalan és a Vécsey család a birtokosai. 1828-ban 19 házában 152 lakos élt, akik főként mezőgazdasággal foglalkoztak.
Vályi András szerint: "JESZTE. Jesztitze. Magyar falu Gömör Várm. földes Ura Sturman Uraság, lakosai katolikusok, és másfélék, fekszik Serkéhez 3/4 mértföldnyire, Gesztetének filiája, földgye középszerű, harmad része soványabb, piatzozásai 2, és 5 mértföldnyire."
Fényes Elek geográfiai szótárában: "Jeszte, magyar falu, Gömör és Kis-Honth egyesült vmegyékben, Rima-Szombathoz délre 2 1/2 mfldnyire: 185 kath. lak. Dombos határa meglehetős. F. u. az egri káptalan." Archiválva 2007. szeptember 27-i dátummal a Wayback Machine-ben
Gömör-Kishont vármegye monográfiájában: "Jeszte, a hevesmegyei határ közelében fekvő magyar kisközség, 41 házzal és 216 róm. kath. vallású lakossal. A község 1427-ben Lesthe alakban van említve, mint a Lórántfiak birtoka s e család többi birtokainak sorsában osztozott. Későbbi birtokosai az egri káptalan és a báró Vécsey család. A XVIII. században Jeszticze tót néven is említve van. Templom nincs a községben. Postája Gömörsimonyi, távírója és vasúti állomása Feled. Ide tartoznak Mogyorós és Léhitamástelke."
A trianoni békeszerződésig területe Gömör-Kishont vármegye Feledi járásához tartozott, majd a csehszlovák állam része lett. 1938 és 1944 között újra Magyarország része.

## Népessége
| Év:            | 1994. | 2004.    | 2014.    | 2024.   |
| -------------- | ----- | -------- | -------- | ------- |
| Emberek száma: | 199   | 174      | 155      | 151     |
| Eltérés:       |       | -12,56 % | -10,91 % | -2,58 % |

| Év:            | 2023. | 2024.   |
| -------------- | ----- | ------- |
| Emberek száma: | 155   | 151     |
| Eltérés:       |       | -2,58 % |

1910-ben 218-an, túlnyomórészt magyarok lakták.
2001-ben 191 lakosából 175 magyar.
2011-ben 186 lakosából 168 magyar és 18 szlovák.

## Nevezetességei
- A falu központi épülete a harangláb, jellegzetes népi építésű lakóházai vannak.
- Az északra fekvő gesztetei, és a délre fekvő péterfalvi víztározó, valamint a környék erdei kiváló lehetőséget nyújtanak a horgászok, vadászok számára.

## Külső hivatkozások
- Községinfó
- Jeszte Szlovákia térképén
- Jeszte a Gömöri régió honlapján[halott link]
- Jeszte váráról
- E-obce.sk[halott link]